# Ona przyszła prosto z chmur
Ona przyszła prosto z chmur – album zespołu Budka Suflera, wydany w 1980 roku nakładem wydawnictwa Polskie Nagrania „Muza”.
Utwór „Słońca jakby mniej” poświęcony został pamięci tragicznie zmarłej Anny Jantar, z którą zespół miał zamiar nagrać cały album. Pierwotna wersja tego utworu miała inny tekst niż wersja zamieszczona na albumie. Zmieniono także tekst utworu „Tyle z tego masz” (który również miał być wykonywany przez Jantar), aby uniknąć nieprzyjemnych konotacji, gdyż pierwotnie tekst opowiadał właśnie o katastrofie lotniczej. Według późniejszych wspomnień Romualda Lipko, początek tekstu brzmiał „Na pasie startowym już światła migają...”.

## Historia powstania
Po odejściu Krzysztofa Cugowskiego w zespole nastąpiło kilka zmian personalnych - Romuald Lipko porzucił gitarę basową na rzecz instrumentów klawiszowych, a na basie zaczął grać Andrzej Ziółkowski. Do zespołu dołączyło także dwóch gitarzystów - Zdzisław Janiak i Jan Borysewicz, nowym wokalistą został z kolei Stanisław Wenglorz. Jednak po nagraniu z Wenglorzem czterech utworów zespół zdecydował, że należy znaleźć nowego wokalistę. Latem 1978 zorganizowano przesłuchania, które wygrał Romuald Czystaw. W tym składzie Budka Suflera przystąpiła do nagrań nowego albumu.
Sesja albumu Ona przyszła prosto z chmur była rewolucyjna pod względem technicznym - zespół po raz pierwszy nagrywał każdą partię instrumentalną i wokalną osobno. O nowoczesne brzmienie płyty dbał realizator nagrań, Józef Nowakowski. Materiał przerabiany był wielokrotnie i w efekcie Nowakowski nie ukończył prac nad płytą - został zastąpiony przez Andrzeja Poniatowskiego. Z tych powodów sesja rozpoczęta w listopadzie 1978 roku zakończyła się dopiero w marcu 1980 roku.
Podczas owej sesji powstał także wielki przebój zespołu, który nie znalazł się na płycie, a mianowicie kompozycja Borysewicza pt. „Nie wierz nigdy kobiecie”. Utwór miał pojawić się na następnym longplayu zespołu, Za ostatni grosz, jednak po odejściu Borysewicza i założeniu przez niego zespołu Lady Pank, Lipko podjął decyzję o nieumieszczaniu go na płycie. Piosenka została wydana wówczas na singlu.

## Lista utworów

### Strona 1
1. „Ona przyszła prosto z chmur” (muz. R. Lipko, sł. A. Mogielnicki) – 4:25
2. „Słońca jakby mniej” (muz. R. Lipko, sł. A. Mogielnicki) – 5:00
3. „Archipelag” (muz. R. Lipko, sł. A. Sikorski) – 5:05
4. „Motyw z Jasnorzewskiej” (muz. R. Lipko, sł. A. Sikorski) – 4:50

### Strona 2
1. „Tyle z tego masz” (muz. R. Lipko, sł. A. Mogielnicki) – 5:10
2. „Sekret” (muz. R. Lipko, sł. T. Kwiatkowski-Cugow) – 4:55
3. „Planeta smoka” (muz. R. Lipko, sł. A. Mogielnicki) – 9:25

## Muzycy
- Romuald Lipko – instrumenty klawiszowe
- Andrzej Ziółkowski – gitara basowa
- Romuald Czystaw – śpiew
- Jan Borysewicz – gitara
- Tomasz Zeliszewski – perkusja
- Zdzisław Janiak – gitara

Gościnnie
- Beata Kozidrak – śpiew
- Andrzej Pietras – śpiew
- Andrzej Szczodrowski – saksofon
- Krzysztof Ścierański – gitara basowa w „Tyle z tego masz”[2][5]
- Chór Akademicki UMCS w Lublinie – śpiew

### Personel
- Artur Turalski – projekt graficzny
- Włodzimierz Kowalczyk, Andrzej Poniatowski, Józef Nowakowski – realizacja nagrań